# Ubirajara Mota
Ubirajara Gonçalves Motta (Rio de Janeiro, 4 de setembro de 1936 — 24 de outubro de 2021) foi um ex-futebolista brasileiro que atuava como goleiro.

## Carreira
Jogou pelo Bangu, Botafogo e pelo Flamengo nas décadas de 1960 e 1970. No Botafogo, ficou marcado por um lance na final do Campeonato Carioca de 1971, em que diante de mais de 140.000 espectadores no Maracanã, sofreu uma falta não assinalada do lateral Marco Antônio em um cruzamento, que levou o atacante Lula a marcar o gol que deu o título da competição ao Fluminense. Era conhecido pelos seus reflexos e boa estatura. Após encerrar a carreira, presidiu a Fundação de Garantia do Atleta Profissional (Fugap) e foi empresário.

## O Bangu virou "Houston Stars"
Em 1966, um grupo de empresários criou uma nova liga de futebol a North American Soccer League (NASL), em concorrência com a National Professional Soccer League (NPSL).
Em 1967, o Bangu foi convidado a participar de um torneio nos Estados Unidos promovido pela NASL, representando o Houston Stars. Além do Bangu, outros clubes a redor do mundo foram convidados e representaram clubes norte-americanos: Los Angeles Wolves (Wolverhampton, da Inglaterra), San Francisco Golden Gate Gales (ADO Den Haag, da Holanda), Chicago Mustangs (Cagliari, da Itália), Vancouver Royal Canadians (Sunderland, da Inglaterra) e Dallas Tornado (Dundee United, da Escócia).

## Morte
Morreu em 24 de outubro de 2021, aos 85 anos, de causas naturais.

## Títulos
Bangu-RJ
- Torneio Início: 1964
- Campeonato Carioca: 1966

Botafogo-RJ
- Taça Brasil: 1968
- Campeonato Carioca: 1968
- Taça Guanabara: 1968

Flamengo-RJ
- Campeonato Carioca: 1972, 1974
- Taça Guanabara: 1972, 1973

### Outras Conquistas
Bangu
- Torneio Quadrangular do Rio de Janeiro: 1957
- Torneio Triangular de Porto Alegre: 1957
- Torneio Triangular Internacional do Equador: 1957
- Torneio Triangular Internacional de Luxerburgo: 1958
- Troféu Triangular de Caracas: 1958
- Torneio Quadrangular Internacional da Costa Rica: 1959
- International Soccer League: 1960
- Torneio Triangular Internacional da Áustria: 1961
- Torneio Quadrangular de Recife: 1961
- Torneio Quadrangular de Belém do Pará: 1962
- Copa dos Campeões Estaduais: 1967

Botafogo
- Torneio de Caracas 1968, 1970
- Torneio Hexagonal: 1968

Flamengo
- Torneio Internacional de Verão do Rio de Janeiro: 1972
- Torneio do Povo: 1972
- Taça Pedro Magalhães Corrêa: 1974
- Torneio Governador Leonino Caiado: 1975
- Torneio da Uva: 1975
- Taça José João Altafini "Mazzola": 1975
- Taça Prefeito do Distrito Federal: 1976
- Torneio Cidade de Cuiabá: 1976
- Torneio Quadrangular Internacional do Equador: 1962